# Missale Parisiense
Das Missale Parisiense war das besondere Messbuch der Diözese Paris.

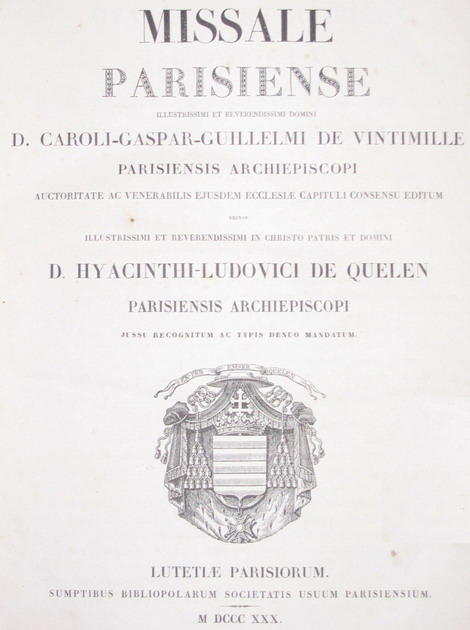
Titelblatt des Missale Parisiense, 1830

Der Erstdruck erschien 1481, weitere Ausgaben 1487, 1504, 1539, 1555 und, nach dem Konzil von Trient, 1585 und 1602. Die fünf Drucke zwischen 1611 und 1666 lassen eine zunehmende Angleichung an das sog. tridentinische Missale Romanum erkennen. Ab 1685 ist eine erneute Verselbständigung zu beobachten, die der Neogallikanischen Liturgie angehört. Ihren Höhepunkt bildet das Missale Parisiense des Erzbischofs Charles-Gaspard de Vintimille von 1738.